# کابین شیشه‌ای

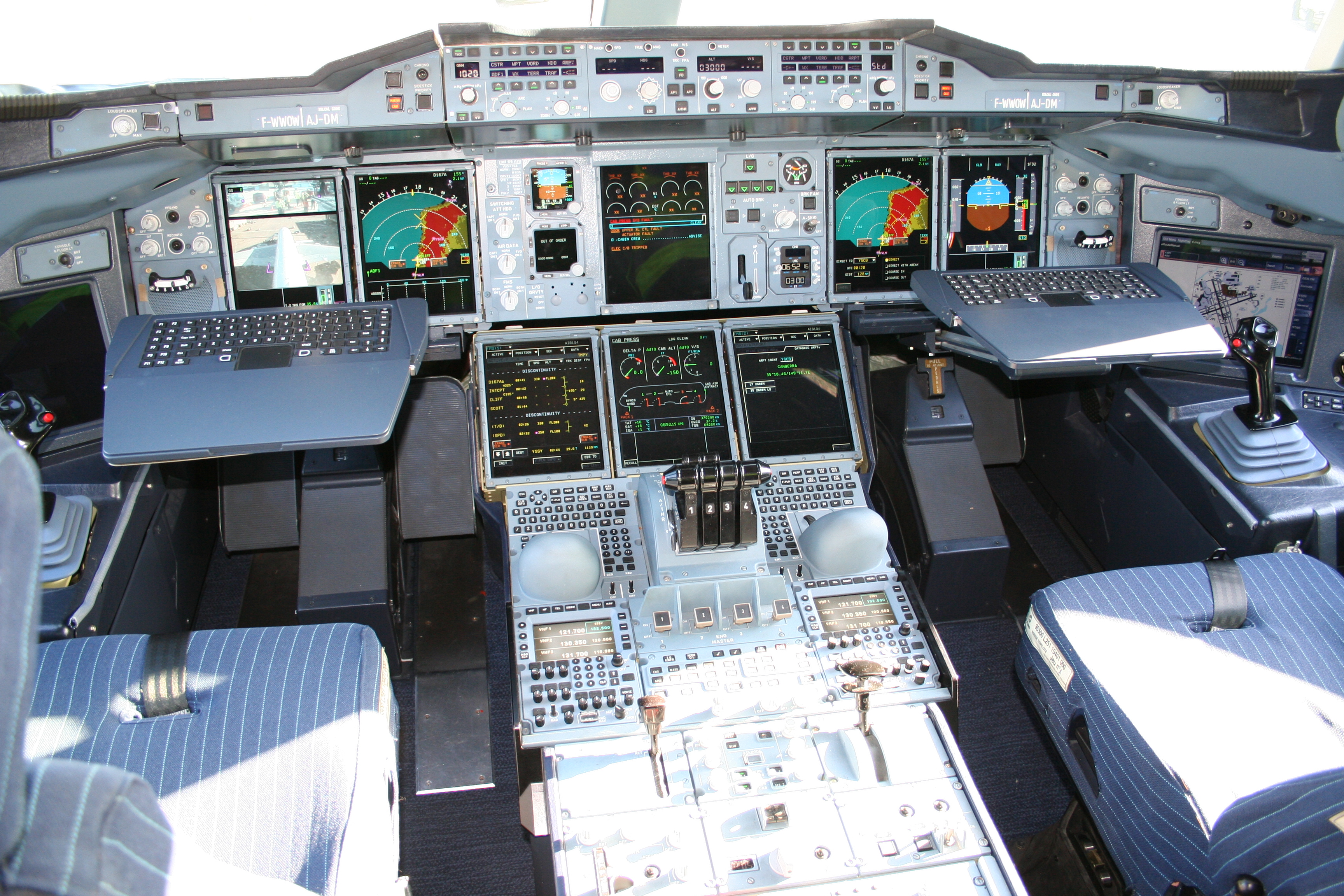
کابین خلبان شیشه‌ای ایرباس آ-۳۸۰

کابین شیشه‌ای (به انگلیسی: Glass Cockpit) به نوعی از کابین خلبان گفته می‌شود که در آن ابزارهای اصلی ناوبری، داده‌ها را به صورت دیجیتالی روی صفحه نمایشگر کامپیوتری نمایش دهند. این داده‌ها شامل وضعیت و موقعیت هواپیما، شرایط موتورها، سرعت، ارتفاع، ارتباطات رادیویی، وضعیت آب و هوا و سایر موارد است.

## کابین خلبان قدیمی
در گذشته، ابزارهای ناوبری داده‌ها را به صورت آنالوگ و با کمک عقربه‌ها، درجه‌ها و شماره‌اندازهای مکانیکی برای خلبان، کمک خلبان و مهندس پرواز نمایش می‌دادند. در این گونه هواپیماها، اطلاعات ناوبری و پرواز توسط صفحه پرادزشگر به خلبان نشان داده نمی‌شد، و وجود مهندس پروازی برای پردازش اطلاعات و تصمیم‌گیری‌های فنی پرواز ضروری بود.

## کابین خلبان شیشه‌ای

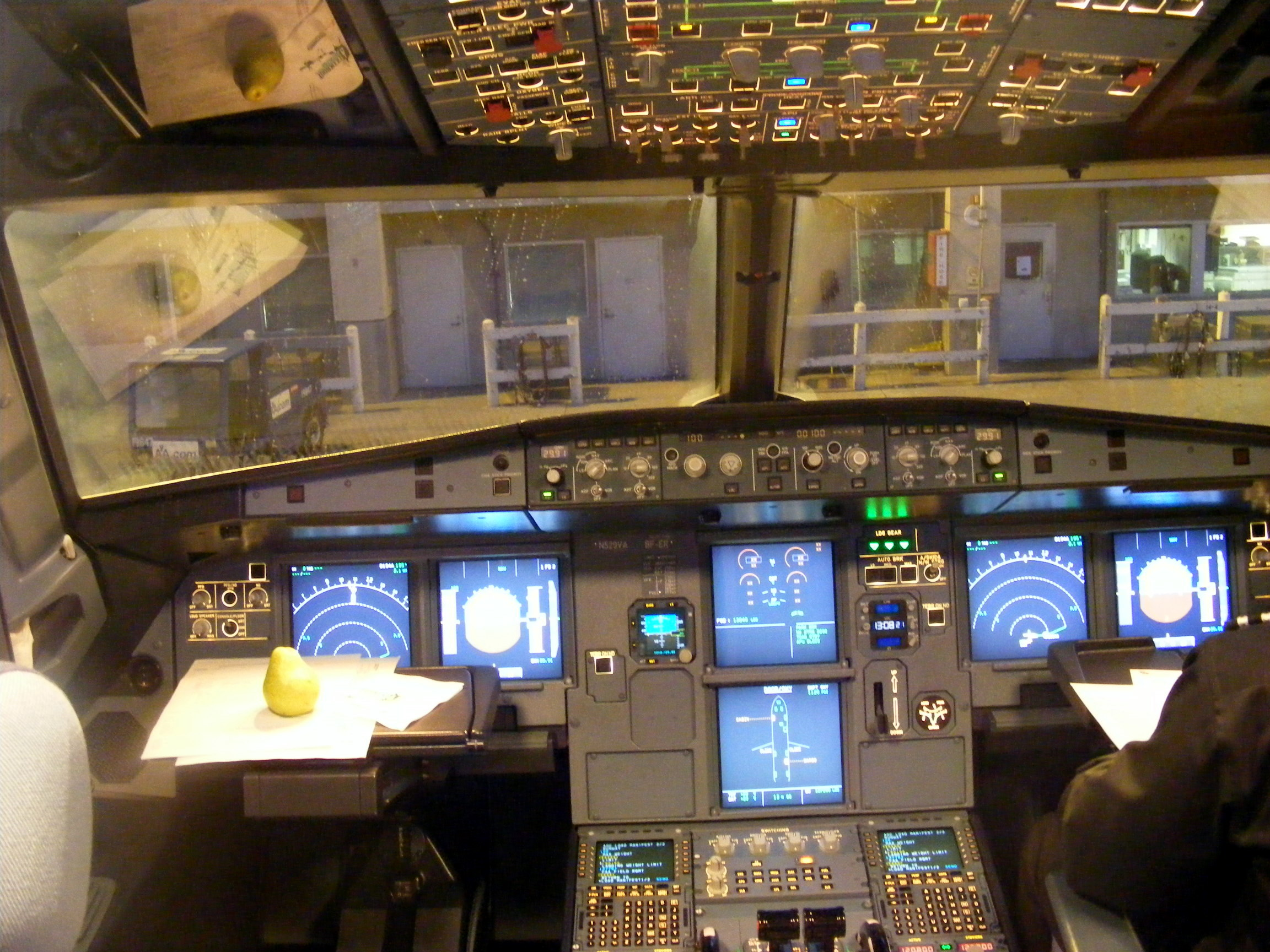
کابین خلبان شیشه ای خانواده ایرباس ای ۳۲۰ در هواپیماهای ای۳۳۰ و ای۳۴۰ هم کابین خلبان مشابه کابین خلبان ای ۳۲۰ هستند.

بخش اصلی کابین خلبان شیشه‌ای «سیستم ابزار الکترونیکی پرواز» (EFIS) نام دارد که داده‌های مربوط به وضعیت هواپیما در طول پرواز، موقعیت و پیشرفت پرواز را نمایش می‌دهد.
ابتدا در هواپیماهای بوئینگ ۷۳۷ کلاسیک، بوئینگ ۷۵۷، بوئینگ ۷۶۷-۲۰۰ و ایرباس آ-۳۰۰-۶۰۰، این بخش از کابین خلبان با صفحات کامپیوتری و پردازشگر جایگزین شد. پس از آن در هواپیماهای جدیدتر مانند بوئینگ ‎۷۴۷-۴۰۰، بوئینگ ۷۷۷، ایرباس آ-۳۲۰ و تمامی مدل‌های جدید ایرباس، تمام هواپیماها به کابین خلبان شیشه‌ای مجهز شدند.
|                                  |                                  |
| کابین خلبان شیشه‌ای در بوئینگ ۷۸۷ | کابین خلبان قدیمی بوئینگ ‎۷۴۷-۲۰۰ |

کابین خلبان شیشه‌ای نیاز به حضور مهندس پرواز را در هواپیماهای جدید برطرف ساخته است.